# Mistrovství Evropy v ledolezení 2022
Mistrovství Evropy v ledolezení 2022 (anglicky UIAA Ice Climbing European Championships) proběhlo 18.-20. února 2022 ve finském Oulu v ledolezení na obtížnost a rychlost, v lezení na obtížnost zároveň jako jeden ze závodů evropského poháru v ledolezení 2021/2022 v zimní sezóně 2021/2022.

## Průběh závodů
Veškeré medaile získali ruští závodníci, muži měli na prvním místě v obtížnosti shodná pořadí. Obou závodů se zúčastnila také mistryně Asie, Japonka Haruko Takeuchi, která skončila 9. a 16.

### Češi na ME
Aneta Loužecká skončila na 14. a 10. místě.

### Výsledky mužů a žen
| obtížnost                                | obtížnost                 | rychlost               | rychlost               |
| ---------------------------------------- | ------------------------- | ---------------------- | ---------------------- |
| muži                                     | ženy                      | muži                   | ženy                   |
| 1. Georgy Duplinskiy 1. Nikolaj Kuzovlev | 1. Marija Tolokoninová    | 1. Anton Nemov         | 1. Natalja Savická     |
| 1. Georgy Duplinskiy 1. Nikolaj Kuzovlev | 2. Jekatěrina Vlasovová   | 2. Danila Bikulov      | 2. Irina Dubovcevová   |
| 3. Vadim Malshchukov                     | 3. Daria Glotova          | 3. Pavel Shubin        | 3. Iuliia Filateva     |
|                                          |                           |                        |                        |
| 4. Nikolay Primerov                      | 4. Olga Kosek             | 4. Nikita Glazyrin     | 4. Alena Vlasovová     |
| 5. Virgile Devin                         | 5. Enni Bertling          | 5. Nikolaj Kuzovlev    | 5. Ekaterina Nemova    |
| 6. Ivan Loshchenko                       | 6. Irina Dubovcevová      | 6. Danila Naumov       | 6. Marija Tolokoninová |
| 7. Alexander Karandashev                 | 7. Anastasiia Astakhova   | 7. Egor Zinovyev       | 7. Anna Pavliuk        |
| 8. Alexej Děngin                         | 8. Marianne van der Steen | 8. Vadim Malshchukov   | 8. Daria Glotova       |
| 9. Egor Zinovyev                         | 9. Haruko Takeuchi        | 9. Maxim Vlasov        | 9. Olga Vylegzhanina   |
| 10. Aleksandr Zagainov                   | 10. Mária Šoltésová       | 10. Aleksandr Zagainov | 10. Aneta Loužecká     |
| 8 finalistů                              | 9 finalistek              | 16 finalistů           | 16 finalistek          |
| —                                        | —                         | —                      | —                      |
| 57 mužů                                  | 25 žen                    | 30 mužů                | 22 žen                 |